# Nurman Hakim
Pour les articles homonymes, voir Hakim.
Nurman Hakim est un réalisateur indonésien. En 2009 il a obtenu le Grand prix du Festival international des cinémas d'Asie de Vesoul dans la Section « Visages des cinémas d'Asie contemporains » pour son film Pesantren.

## Filmographie
- 2001 : Sebelum Senja (Avant la tombée de la nuit)
- 2003 : Seribu Kali Dunia (Le Monde un millier de fois en plus)
- 2005 : Topeng, Bayangan (Les Masques, les ombres)
- 2009 : Pesantren (École coranique)